# Пер Гюнт
«Пер Гюнт» (норв. Peer Gynt) — пьеса норвежского писателя Генрика Ибсена в пяти действиях.

## История создания пьесы «Пер Гюнт»
В 1864 году Ибсен получил писательскую стипендию и уехал в Италию с семьей, где в течение двух лет пишет две пьесы — «Бранд» (1865) и «Пер Гюнт» (1867). В театроведении принято рассматривать эти пьесы комплексно, как две альтернативные трактовки идеи самоопределения и реализации человеческой личности.

## Своеобразие произведения
В драме персонажи фольклора представлены уродливыми и злобными существами, крестьяне — жестокими и грубыми людьми. В Норвегии и Дании пьеса была воспринята весьма негативно. Х. К. Андерсен, к примеру, назвал произведение совершенно бессмысленным. Со временем, в основном благодаря образу Сольвейг, началось переосмысление пьесы. Этому в немалой степени способствовала музыка Эдварда Грига, написанная по просьбе Ибсена к постановке «Пера Гюнта», а позже приобретшая мировую известность как самостоятельное музыкальное произведение.

## Сюжет
Действие пьесы охватывает первую половину XIX века и происходит в Норвегии (в Гудбраннской долине и окрестных горах), на марокканском побережье Средиземного моря, в пустыне Сахара, в сумасшедшем доме в Каире, на море и снова в Норвегии, на родине героя. Главный герой — Пер Гюнт, сын когда-то богатого и всеми уважаемого Йона Гюнта, впоследствии спившегося и потерявшего все деньги.
Пер хочет восстановить всё уничтоженное его отцом, но теряется в своих похвальбах, мечтах и сновидениях — грёзах. Его втягивают в драку, и он похищает невесту, Ингрид из Хэгстеда, в день её свадьбы.
Его объявляют вне закона, и он вынужден бежать из деревни. Находясь в изгнании, он встречает трёх жаждущих любви пастушек, женщину в зелёном, дочь Доврского деда (норв. Dovregubben), которую он хочет взять в жёны, а также чудовище Бейген (норв. Bøygen).
На свадьбе на хуторе Хэгстед он встретил и полюбил Сольвейг. Она приходит жить к нему в лесную хижину, но он покидает её и продолжает свои странствия. Пер провёл вдали от родины много лет, пробовал множество профессий и исполнял множество ролей: он был работорговцем в США, дельцом, проворачивавшим тёмные сделки в марокканских портах, странствовал по пустыне, видел колосса Мемнона и Сфинкса, стал вождём бедуинов и предсказателем, пытался соблазнить Анитру, дочь вождя бедуинов, а закончил свои путешествия в сумасшедшем доме в Каире, где его нарекли императором. Когда, наконец, состарившись, он отправляется домой, его корабль терпит крушение. Среди прочих пассажиров на борту судна он встретил Неизвестного пассажира, который хочет использовать тело Пера в своих экспериментах, чтобы узнать, где же находятся мечты.
Вернувшись в родную деревню, он посещает похороны крестьянина и аукцион, на котором он распродает всё своё имущество из прошлой жизни. Там он также встречает мастера пуговиц, который придерживается мнения, что душу Пера нужно плавить вместе со всем остальным грязным имуществом, пока он не сможет объяснить, где и когда в своей жизни он был самим собой. А Некто худощавый верит, что Пера нельзя считать настоящим грешником, которого нужно отправить в ад.
Отчаявшись, Пер возвращается домой и видит Сольвейг, которая ждала его в хижине с тех самых пор, как он уехал. Она говорит ему, что он всегда оставался для неё самим собой.

## Персонажи
| - Озе, вдовая крестьянка - Пер Гюнт, её сын - Две старухи с мешками зерна - Аслак, кузнец - Гости на свадьбе, старший на свадебном пиру, музыканты и прочие - Чета переселенцев - Сольвейг и маленькая Хельга, их дочери - Владелец хутора Хэгстад - Ингрид, его дочь - Жених с родителями - Три пастушки - Женщина в зелёном - Доврский старец - Старший придворный тролль - Остальные тролли - Троллицы и троллята - Несколько ведьм - Гномы, кобольды, лешие и прочие - Уродец - Голос из мрака - Птичий крик | - Кари, бобылиха - Мастер Коттон, месье Баллон, господа фон Эберкопф и Трумпетерстроле — путешественники - Вор и укрыватель краденого - Анитра, дочь вождя бедуинов - Арабы, рабыни, танцовщицы и прочие - Колосс Мемнона (поющий) - Сфинкс близ Гизе (лицо без речей) - Бегриффенфельдт, профессор, доктор философии, директор сумасшедшего дома в Каире - Гугу, реформатор малабарского языка - Хуссейн, восточный министр - Феллах с мумией - Сумасшедшие и сторожа - Норвежский капитан с командой - Посторонний пассажир - Пастор - Толпа на похоронах - Пристав - Пуговичный мастер - Некто сухопарый - и ещё кто-то. |

## «Пер Гюнт» в культуре

### В музыке
- 1874—1875 — Музыка к пьесе «Пер Гюнт» соч. 23 Эдварда Грига
- 1938 — «Пер Гюнт» — опера Вернера Эгка
- 1986 — «Пер Гюнт» — балет в 3 актах с эпилогом Альфреда Шнитке по либретто Дж. Ноймайера
- 2015 — «Пер Гюнт» — балет в 2 актах на музыку Эдварда Грига по либретто Эдварда Клюга[10]

### В кинематографе
- 1915 — режиссёр: Oscar Apfel (США, Stummfilm, ч/б)[en]
- 1919 — режиссёр: Victor Barnowsky, Richard Oswald; Пер Гюнт: Heinz Salfner[en] (Германия, Stummfilm, ч/б)[en]
- 1934 — режиссёр: Fritz Wendhausen; Пер Гюнт: Hans Albers (Германия, ч/б)[en]
- 1941 — режиссёр: David Bradley; Пер Гюнт: Charlton Heston (США, Stummfilm, ч/б)
- 1971 — режиссёр: Peter Stein; Пер Гюнт: Bruno Ganz (Германия, Fernsehaufzeichnung der Inszenierung der Schaubühne am Halleschen Ufer, цветной)
- 1972 — режиссёр: Colin Blakely (Великобритания, TV)
- 1976 — режиссёр: John Selwyn Gilbert (Великобритания, цветной)
- 1981 — режиссёр: Bernard Sobel (Франция, TV, цветной)
- 1986 — режиссёр: Edith Roger (Норвегия, TV, цветной)
- 1988 — режиссёр: István Gaál (Венгрия, TV, цветной)
- 1993 — режиссёр: Bentein Baardson (Норвегия, цветной)
- 2006 — режиссёр: Уве Янсон[англ.]; Пер Гюнт: Роберт Штадлобер (Германия, TV, цветной)

### В мультипликации
- 1979 — Пер Гюнт (мультфильм). Режиссёр: Вадим Курчевский (СССР)
- 1993 — «Гномы и горный король». Режиссёр: Инесса Ковалевская (СССР)

### В театре
- С 1928 года в долине Гудбраннсдален, недалеко от города Винстра[англ.] (Норвегия), каждое лето проходит The Peer Gynt Festival, посвящённый произведению «Пер Гюнт»[11]
- 1968 — «Пер Гюнт», телеспектакль. Ленинградское телевидение; режиссёр — В. Воробьев; Пер Гюнт — Иван Краско.
- 1983 — «Пер Гюнт», радиоспектакль, режиссёр — А. Липовецкий; Пер Гюнт — Николай Караченцов.
- 2011 — «Пер Гюнт» (Ленком); режиссёр — Марк Захаров; Пер Гюнт — Антон Шагин.
- 2014 — «Пер Гюнт» (Новосибирский театр « Старый дом»); режиссёр — Антонио Лателла; Пер Гюнт — Анатолий Григорьев.
- 2016 — «PEER GYNT. Часть первая» (ГИТИС); режиссёр — Никита Бетехтин.
- 2017 — «Пер Гюнт Архивная копия от 20 апреля 2021 на Wayback Machine» («Школа Драматического Искусства»); режиссёр — Евгений Поляков, Ольга Бондарева; Пер Гюнт — Евгений Поляков Архивная копия от 14 марта 2022 на Wayback Machine
- 2019 — «Пер Гюнт Архивная копия от 16 ноября 2019 на Wayback Machine» Театр имени Е. Б. Вахтангова); режиссёр — Юрий Бутусов; Пер Гюнт — Сергей Волков.
- 2021 — «Пер Гюнт» (Национальный драматический театр имени Ивана Франко); режиссёр — Иван Урывский; Пер Гюнт — Остап Ступка, Александр Форманчук.
- 2021 — «Пер Гюнт. Новеллы» (Национальный театр Республики Карелия); режиссёр — Кирилл Сбитнев
- 2021 — «Пер Гюнт» Сценическая версия А.Фекета по мотивам одноимённой пьесы Г.Ибсена). («Таганрогский ордена „Знак Почета“ театр имени А. П. Чехова») . Режиссёр — Анна Фекета
- 2022 — «Пер Гюнт. Сказка для взрослых» (театр Ермоловой); режиссёр — Владимир Киммельман.
- 2022 — «Пер Гюнт» (Новокузнецкий театр кукол «Сказ»); режиссёр — Константин Балакин.

### В концертной программе
- 2022 — «Пер Гюнт. Театрализованный концерт» (Мариинский театр); режиссёр — Михаил Смирнов[источник не указан 566 дней].
- 2022 — «Пер Гюнт. Театрализованный концерт» (Анненкирхе); Оркестр 1703, актриса Анастасия Лазарева, арт-проекции Дарьи Котюх[источник не указан 566 дней].

### В изобразительном искусстве
- В 1913 г. художник Н. К. Рерих получает заказ от Московского Художественного театра (МХАТ) на изготовление декораций к российской постановке «Пер Гюнта».[12]
- Парк скульптур Пера Гюнта[англ.] (Осло, Норвегия)
- Иллюстрации Саввы Бродского к изданию на русском языке (1980 г.)[источник не указан 566 дней].

### В астрономии
- В честь Озе, матери Пер Гюнта, назван астероид (864) Аас, открытый в 1921 году.[13]
- В честь Анитры, дочери царя бедуинов, назван астероид (1016) Анитра[англ.], открытый в 1924 году.